# HMS Suffolk (1926)
A HMS Suffolk a Brit Királyi Haditengerészet egyik County-osztályú nehézcirkálója volt. A County-osztály Kent alosztályába tartozó hajó építését 1924. november 15-én kezdték a Portsmouth Dockyardban. A hajó vízre bocsátására 1926. március 16-án, hadrendbe állítására pedig 1928. június 25-én került sor. A nehézcirkáló az angol Suffolk megyéről kapta nevét.
A Suffolk testvérhajóihoz hasonlóan Kínában állomásozott, egészen a második világháború kitöréséig. 1939-ben a hajót hazarendelték az Egyesült Királyságba, majd 1939 októberében a Dánia-szorosnál őrjáratozott. 1940 áprilisában a Suffolk is részt vett a norvégiai hadjáratban. 1940. április 13-án a nehézcirkáló megérkezett Tórshavnba, hogy segédkezzen a Feröer-szigetek brit megszállásánál. Másnap, április 14-én a Suffolk elsüllyesztette a német Skagerrak tankerhajót a norvégiai Bodø partjainál.

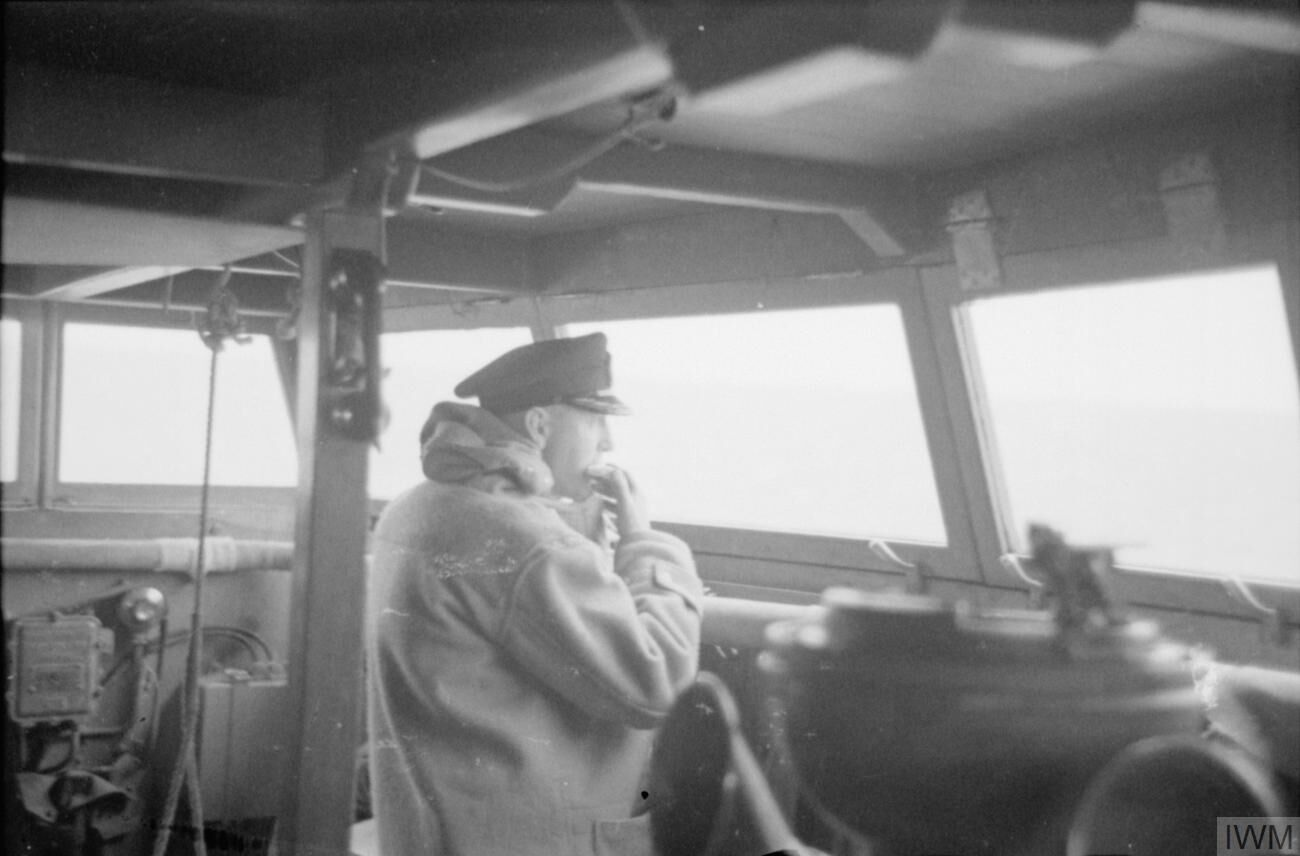
A Suffolk kapitánya, Robert Meyric Ellis, ebédjét fogyasztja a hajóhídon.

1940. április 17-én a nehézcirkáló a stavangeri Sola légibázist ágyúzta. A britek a támadás során négy repülőgépet megsemmisítettek, és számos berendezést megrongáltak, de a felszálló német Junkers Ju 88-as gépek is komoly károkat okoztak a hajón. Többek közt a Suffolk X-lövegtornyának lőszerraktára is felrobbant. A hajónak nagy szerencséje volt, hogy túlélte a támadást, és el tudott jutni Scapa Flow-ig, hiszen a hajó farát másnap reggelre elárasztotta a víz. Amíg a hajó meg nem érkezett a kikötőbe, a németek azt is gondolták, hogy sikerült elsüllyeszteniük a hajót. A hajót 1940 áprilisa és 1941 februárja közt Clyde-ban javították.

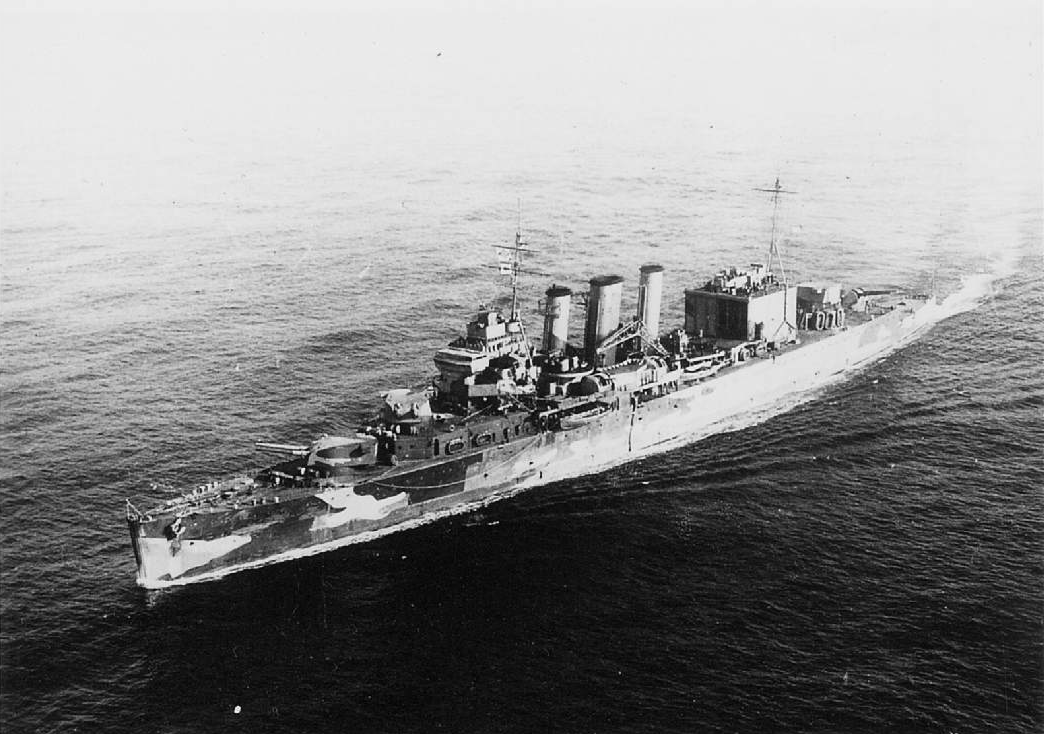
A HMS Suffolk 1941 májusában.

1941 májusában a Suffolk részt vett a Dánia-szorosbeli csatában, és a német Bismarck csatahajó elsüllyesztésében. A brit nehézcirkáló kétszer találkozott a csata során a Bismarckkal, és ilyenkor számos sortüzet zúdított az ellenséges csatahajóra. Radarjának segítségével a Suffolk követni tudta a német csatahajót, majd kapcsolatba lépve a többi szövetséges egységgel, azokat a Bismarck útjába vezényelni.
További javításokat követően a Suffolk a Honi Flottához csatlakozott, és 1942 végéig a sarkvidéki vizeken teljesített szolgálatot. Később, 1942 decembere és 1943 áprilisa közt, a brit nehézcirkáló felújításon esett át. A felújítás végeztével a hajót a Keleti Flottához rendelték, így a háború végéig az Indiai-óceánon szolgált.
A Suffolkot 1948. március 25-én átadták a Bisco acélgyárnak, amely a J Cashmore vállalattal szétbontatta a hajót. A hajó 1948. június 24-én érkezett meg szétbontásának helyére, Newportba.

## Lásd még
- HMS Suffolk nevet viselő hajók listája.

## Külső hivatkozások
- A HMS Suffolk adatai (Angol)